# Rugby a 7
Il rugby a 7 (in inglese rugby sevens) o rugby a VII, o anche rugby seven, è uno sport di squadra, variante del rugby a 15.
Concepito nel 1883, ben prima della differenziazione con quello che in seguito sarebbe divenuto rugby a 13 o rugby league, dopo il 1895 fu amministrato dall'International Rugby Football Board, la stessa organizzazione di gestione della disciplina a 15 (a sua volta il XIII sviluppò una sua versione ridotta, il rugby a 9 o rugby a IX).
Più veloce e gestibile della sua disciplina madre (si gioca su due tempi di 7 minuti ciascuno su un campo equivalente a quello della disciplina a 15), è adatto nel quadro di manifestazioni multisportive di breve durata: consolidato nei Giochi del Commonwealth, entrò nel XXI secolo a fare parte dei Giochi mondiali in cui fu presente per quattro edizioni dal 2001 al 2013; dal 2016 è infine sport olimpico, sia maschile che femminile.
Due giocatori e una intera squadra sono stati introdotti nella World Rugby Hall of Fame per il loro contributo dato al rugby a 7: Ned Haig e il Melrose RFC sono stati introdotti per il loro storico contributo alla nascita di questa variante del rugby, mentre "The King of Sevens" Waisale Serevi è stato introdotto nella Hall of Fame per il suo contributo alla crescita e alla notorietà del rugby a 7.

## Storia
Il rugby a 7 è uno sport che s'iniziò a praticare nel 1883 a Melrose, cittadina degli Scottish Borders, in Scozia, famosa soprattutto per la casa-museo del grande scrittore Walter Scott. Sarebbe stato un macellaio, di nome Ned Haig, giocatore del Melrose, ad avere l'idea del gioco durante una Festa annuale dello Sport, attesissima in tutta la regione, che prevedeva anche un torneo di rugby. Erano pronti i premi, le donne si erano date da fare per confezionare torte per i vincitori e "The Ladies of Melrose" avevano scelto un trofeo da consegnare proprio alla squadra vincitrice del torneo di rugby. Una squadra (il Kelso) delle otto previste non si presentò quindi Haig e i promotori della festa, che si stava svolgendo tra un pubblico incredibilmente numeroso e pieno di attese, con un programma ricco di gare di ogni genere che rischiava di far saltare proprio il torneo di rugby, decisero per il "Seven a side" o il "short rugby" (come arrivarono alla decisione dei sette giocatori nemmeno Haig, morto nel 1939, lo spiegò mai). Tempi di 15 minuti, alla prima segnatura fine della partita: così iniziò il gioco; il Melrose e il Gala giunsero alla finale quindi il trofeo fu vinto dal Melrose. Era il 28 aprile 1883 di una giornata fredda al mattino e piovosa nel pomeriggio.

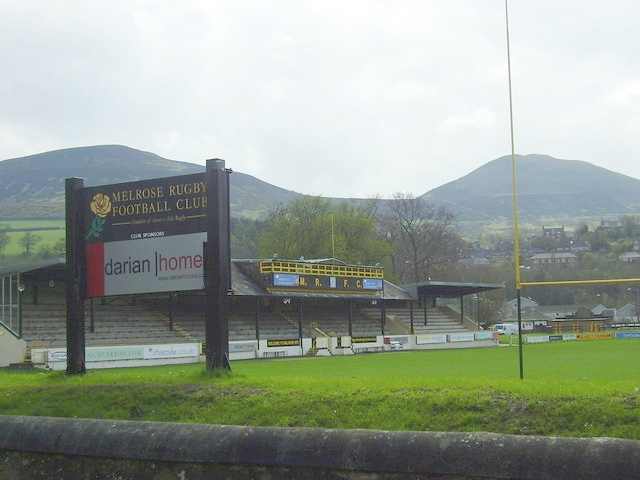
Campo del Melrose RFC, storica squadra scozzese in cui militava Ned Haig

Un certo credito ebbe per lungo tempo un'altra versione: quella che i macellai (come era Haig) non avendo la possibilità di giocare al sabato avessero scelto un altro giorno per sfogare la loro passione, senza peraltro raggiungere mai il numero di giocatori per una partita vera (15 contro 15).
Il gioco restò confinato in Scozia, quasi sempre per feste paesane, fino al 1926 quando a Londra, sulla spinta degli scozzesi della capitale, si organizzò il Middlesex Seven ossia il torneo più rinomato che negli anni Cinquanta fu superato per fama dall'Hong Kong Sevens, diventato così importante da essere considerato un campionato del mondo prima di un vero campionato mondiale.
Si dice, scherzando, che gli scozzesi abbiano inventato il rugby a 7 per risparmiare: con una squadra di rugby a 15 si formano due squadre e un arbitro.

## Regolamento

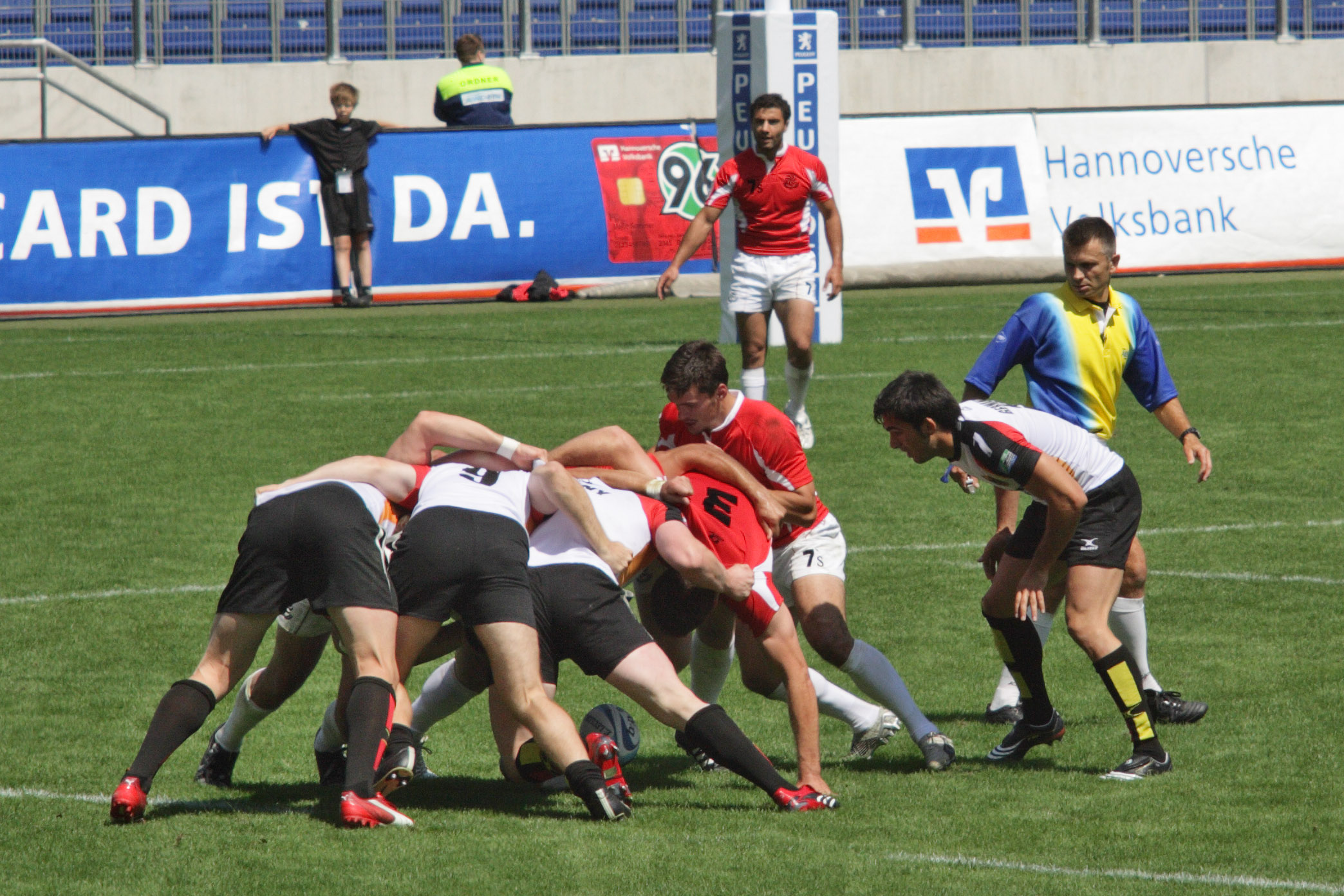
Una mischia di rugby a 7

Il rugby a 7, nella sua versione che ricalca il rugby union, è disciplinato da World Rugby.
Il campo ha le stesse dimensioni di quello del rugby a 15; i giocatori in azione sul campo sono 7 e altri 5 sono pronti a sostituirli; alle mischie ordinate e alle rimesse laterali partecipano 3 giocatori. La partita si divide in 2 tempi di 10 minuti l'uno con intervallo di 2 minuti quando si tratta della partita finale di un torneo importante altrimenti ogni tempo dura 7 minuti con intervallo di 1 minuto. Nel caso di parità alla fine dei tempi regolamentari la partita continua fino a quando una squadra segni per prima dei punti. La trasformazione di una meta avviene calciando in drop e non è prevista la possibilità del calcio piazzato, mentre la squadra a riprendere il gioco dopo la realizzazione di una meta è quella che l'ha realizzata (a differenza del rugby union in cui inizia il gioco la squadra che subisce la meta). Ogni cartellino giallo implica la sospensione temporanea di un giocatore per 2'.
Le squadre sono composte da 3 avanti, il mediano di mischia, e 3 trequarti.

## Tornei principali

### Giochi olimpici

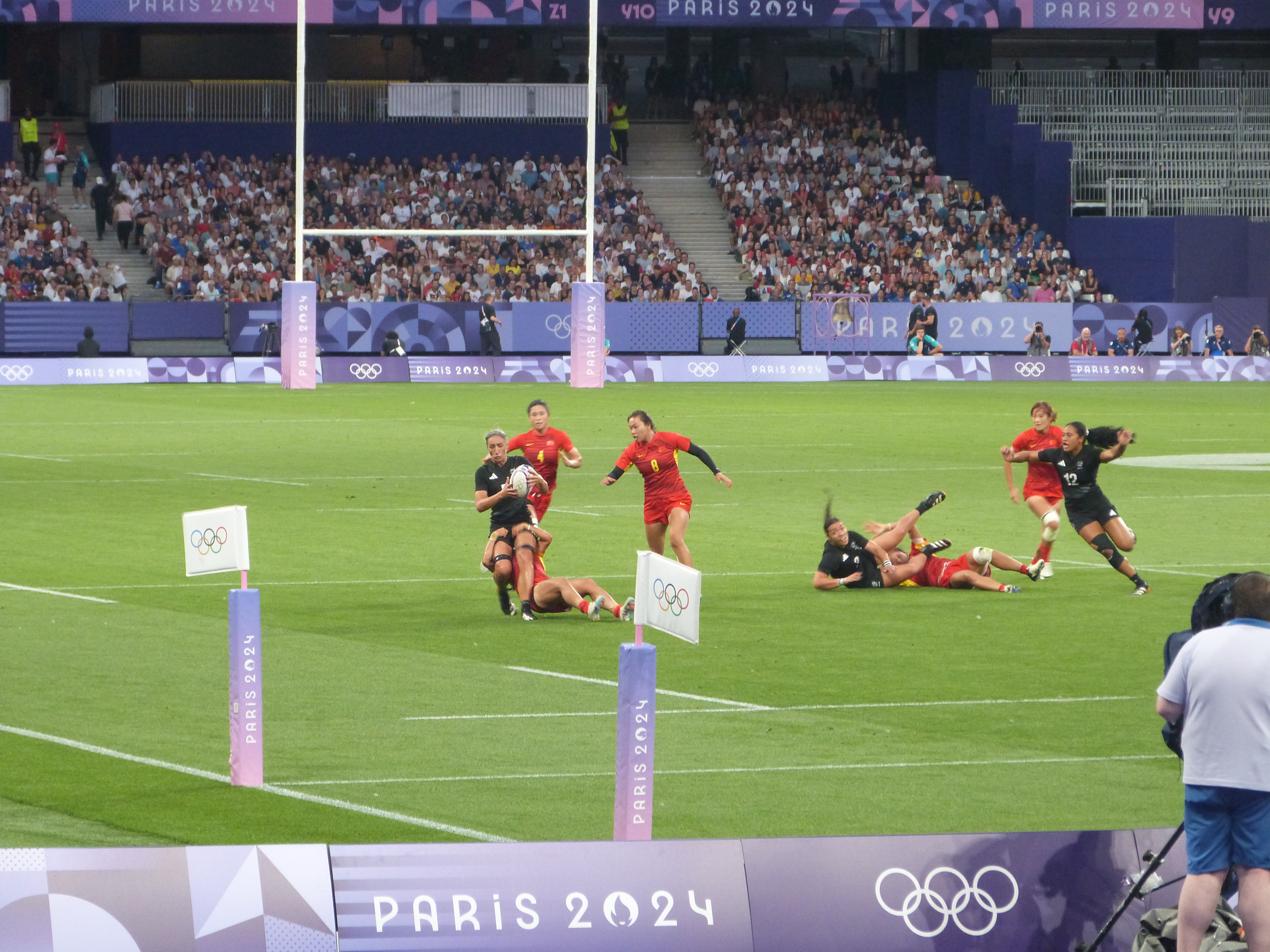
La capitana neozelandese Sarah Hirini viene inseguita durante una partita contro la Cina alle Olimpiadi estive del 2024.

Dopo l'eliminazione del rugby a 15 dal programma olimpico, avvenuta nel 1924 dopo il debutto del 1900, il CIO ha deciso di inserire nel programma delle Olimpiadi la variante del rugby a 7 a partire dal 2016.

### Coppa del Mondo
L'edizione inaugurale della Coppa del Mondo si è svolta in Scozia nel 1993 e ha visto prevalere l'Inghilterra a cui è stata assegnata la Melrose Cup, trofeo che prende il nome dalla città che secondo la tradizione ha dato i natali al rugby a 7. Dall'edizione del 2009, ospitata da Dubai, si disputa ufficialmente anche l'analogo torneo femminile. L'ultima edizione della Coppa del Mondo, disputata in Russia nel 2013, è stata vinta dalla Nuova Zelanda che ha anche trionfato nel torneo femminile.
In ambito maschile le nazionali che hanno vinto più volte la Melrose Cup sono la Nuova Zelanda e le Figi con due trofei ciascuno, seguono Inghilterra e Galles con una vittoria. Il torneo femminile è stato vinto una volta dall'Australia e una volta dalla Nuova Zelanda.
Il record del maggior numero di punti realizzati complessivamente nelle edizioni della Coppa del Mondo è detenuto dal figiano Waisale Serevi con 297 punti, mentre il connazionale Marika Vunibaka con le 23 mete messe a segno risulta il migliore realizzatore di mete.

### World Rugby Sevens Series
Le World Rugby Sevens Series, la cui prima edizione ha debuttato nel 1999, sono un torneo internazionale annuale gestito da World Rugby. È costituito da un insieme di singoli eventi ospitati da varie nazioni del mondo, tutti questi tornei concorrono a determinare una classifica finale in cui la nazionale che ha totalizzato più punti viene dichiarata vincitrice. Campioni dell'edizione 2014-15 sono state le Figi.
I singoli tornei che fanno attualmente parte delle World Rugby Sevens Series sono i seguenti:
- Australia Sevens
- Canada Sevens
- Dubai Sevens
- Hong Kong Sevens, storico torneo che viene considerato il più prestigioso
- London Sevens
- Paris Sevens
- Singapore Sevens
- South Africa Sevens
- USA Sevens
- New Zealand Sevens

### Sevens Grand Prix Series
Il Sevens Grand Prix Series è un torneo annuale gestito da Rugby Europe e destinato alle nazionali europee di rugby a 7. È organizzato in modo simile alle Sevens World Series, con singoli tornei ospitati da nazioni europee. Prima del 2011 era chiamato FIRA European Sevens.

### Altri tornei
- Rugby a 7 ai Giochi del Commonwealth, il torneo inaugurale risale all'edizione 1998
- Rugby a 7 ai Giochi panamericani, il debutto risale a Guadalajara 2011
- Rugby a 7 alle Universiadi, ha debuttato all'interno di Kazan' 2013
- Melrose Sevens, storico torneo per club ospitato dalla città che diede i natali al rugby a 7
- Roma Seven